# Revert Henrique Klumb
Revert Henrique Klumb (Alemanha, anos 1830 — s.l. ca. 1886) foi um renomado fotógrafo teuto-brasileiro que atuou no Brasil oitocentista.

## Biografia
Provável introdutor da fotografia estereoscópica no país, Klumb obteve o título de Photographo da Casa Imperial no Rio de Janeiro; além dele, Germano Wahnschaffe e Augusto Stahl também receberam esse título. Foi autor do livro de fotografias Doze Horas em Diligência. Guia do Viajante de Petrópolis a Juiz de Fora, o que tornou-o um dos pioneiros da edição de livros de fotografia no Brasil.
A partir de 1866, torna-se instrutor de fotografia de D. Isabel do Brasil, em Petrópolis.

## Galeria

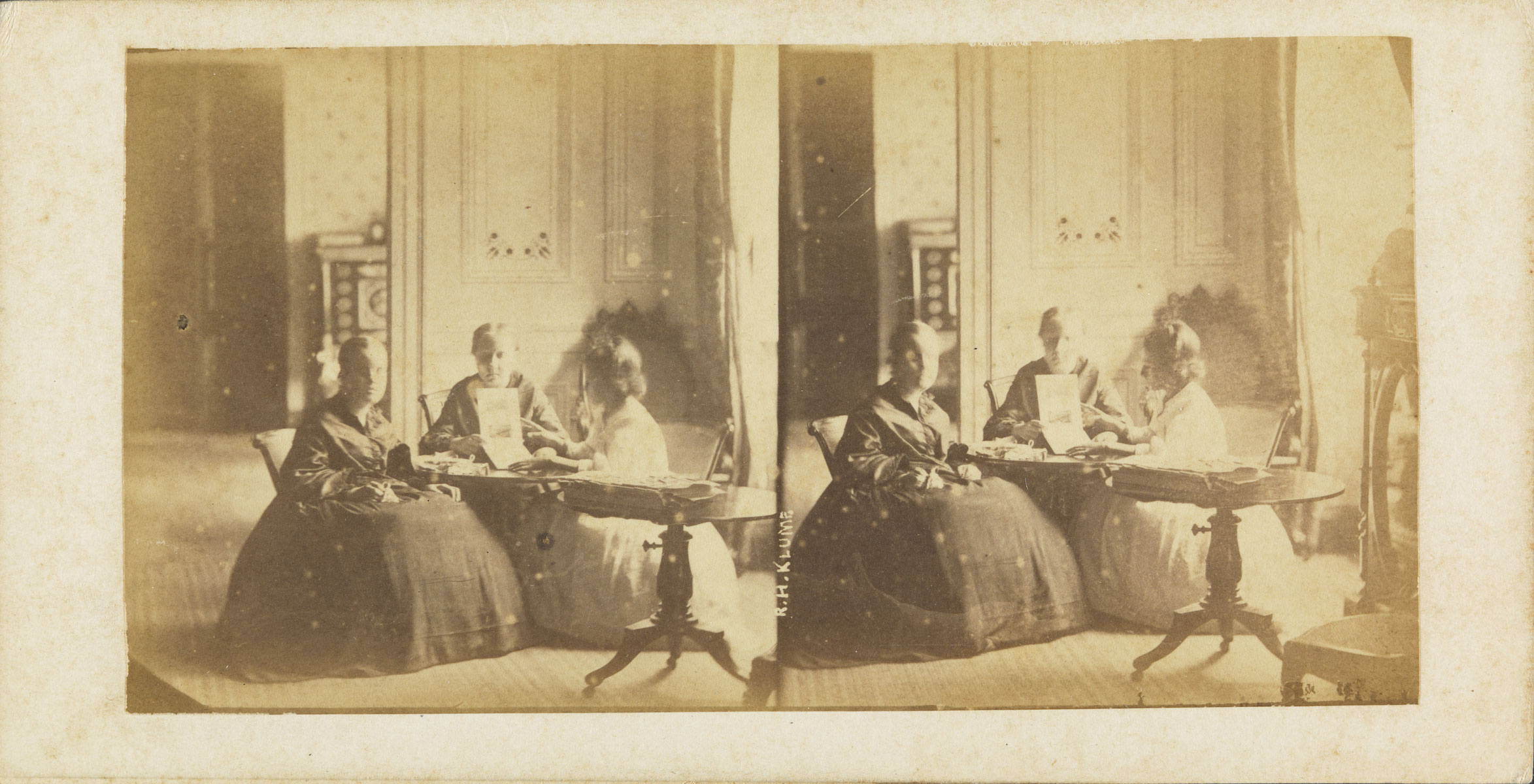
Princesas Leopoldina e Isabel e uma amiga não identificada fotografadas por Klumb
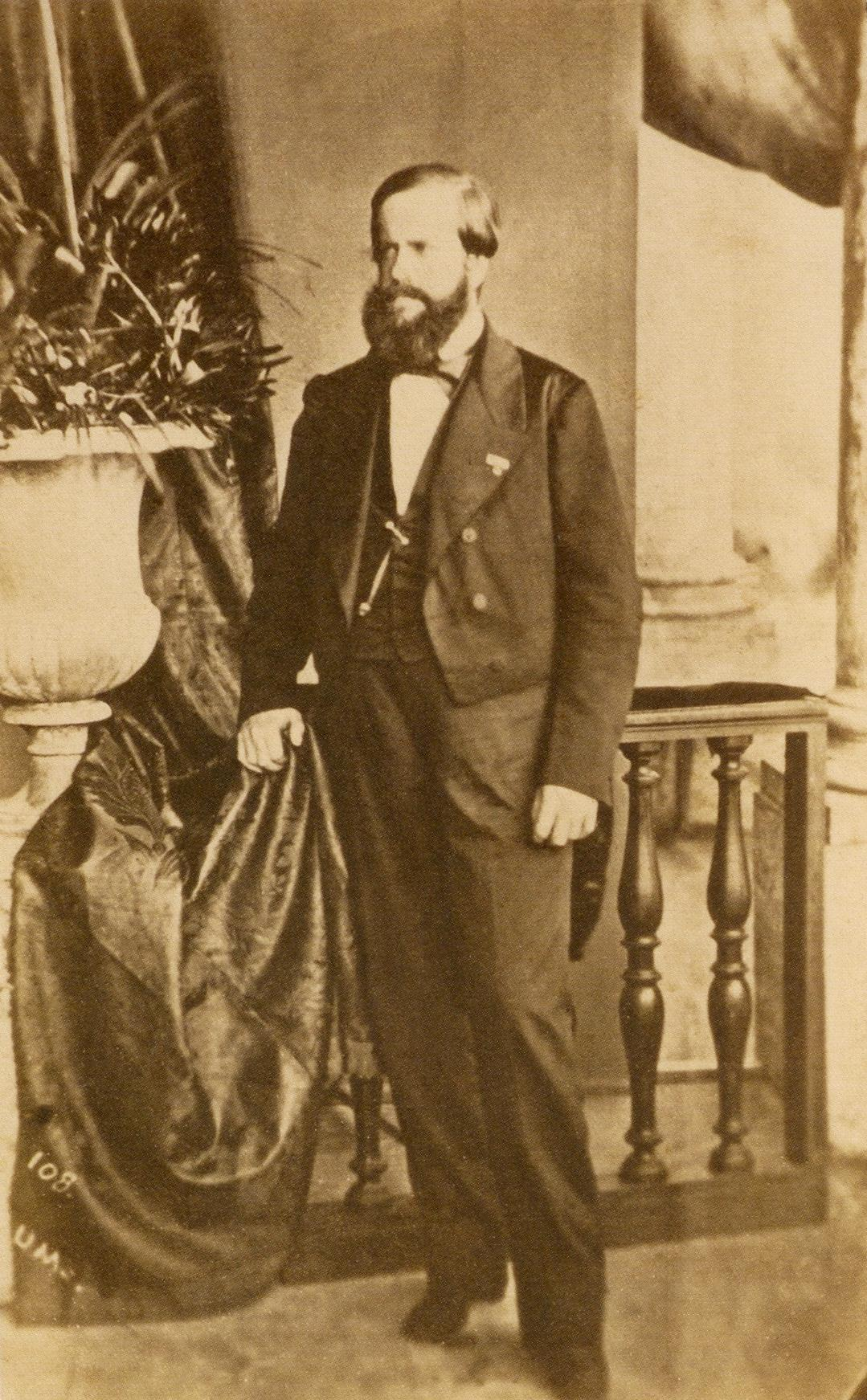
Pedro II, em 1855, por Klumb